# پردیس سینمایی مهدوی
پردیس سینمایی مهدوی یک سینما در شهر نیشابور، ایران است.
این سینما در تاریخ ۲۸ اردیبهشت ۱۴۰۱ با ۴ سالن و ظرفیت ۳۸۰ نفر بازگشایی شده‌است.